# インゼルレーシング
株式会社インゼルレーシング（Insel Racing Co. Ltd.）は、日本中央競馬会に馬主登録をしているクラブ法人である。愛馬会法人「株式会社インゼルサラブレッドクラブ」より匿名組合契約に基づく競走馬の現物出資を受けて、中央競馬などの競走に出走させている。
勝負服の柄は白、鼠元禄、冠名は特に用いない。名称の由来は、代表者・松島悠衣及びその父でキーファーズ代表である松島正昭の「島」のドイツ語（Insel）である。

## 歴史
- 2020年-設立[3]。
- 2022年6月12日 - クリダーム号が武豊騎乗でクラブ所属馬として初出走初勝利[4]。

## インゼルサラブレッドクラブ (愛馬会法人)
代表は大住拓哉（株式会社マツシマホールディングス 専務取締役、株式会社キーファーズ 監査役）。
募集馬は社台ファーム、ノーザンファームのみならず、アイルランドに拠点があるクールモアスタッドとの連携によって提供されている。

### 募集
募集は、500口、50口募集の他に『Insel Fun Fund 2021』が2500口募集される(2021年度現在)。『Insel Fun Fund 2021』は、対象の15頭の募集価格のそれぞれ10%を合計額をパッケージ化したものであり、クラブ独自の募集方法として注目されている。

## 主な所有馬
- オーサムリザルト（2024年エンプレス杯、ブリーダーズゴールドカップ、2025年クイーン賞）